# Change Your Life (canción de Iggy Azalea)
«Change Your Life» es una canción de la rapera australiana Iggy Azalea, con una aparición especial del rapero T.I. La canción, es el tercer sencillo de su álbum debut The New Classic (2014), fue lanzado en los Estados Unidos el 12 de septiembre de 2013 a través de Island Def Jam, con un EP homónimo pista también para pre-ordenar, y se hizo disponible a nivel mundial en octubre de 2013 mediante Virgen EMI y Universal. "Change Your Life" sirve como segundo sencillo del álbum en América del Norte. Una versión en solitario alternativa de la pista, a menudo es interpretada en vivo por Azalea y con un nuevo verso reemplazando a TI, también fue lanzado en Europa el 15 de octubre de 2013.

## Antecedentes
El 23 de abril de 2013, Azalea anunció que había firmado un contrato discográfico en solitario con Island Def Jam. El tercer sencillo de The New Classic, titulado "Change Your Life", fue estrenada por MistaJam de la radio BBC 1Xtra, el 19 de agosto de 2013. El 3 de octubre de 2013, Azalea hizo su primera aparición en el parque de BET & 106, donde fue entrevistada y realizó "Change Your Life", junto a TI.

## Video musical
El video musical de la canción fue grabado a principios de julio de 2013 en Las Vegas y se estrenó el 9 de septiembre de 2013, en VEVO. Dirigido por Jonas & François, las imágenes están inspiradas en las películas Showgirls, Casino y Blade Runner.
En el vídeo, Azalea juega como una bailarina de Las Vegas, mientras que TI actúa como el dueño del club. Después de un poco de amor apasionado sobre el capó de su coche, ella termina teniendo su dinero e incendiando el vehículo antes de ser arrastrada con las manos esposadas. El 16 de octubre de 2013, un video detrás de cámaras de "Change Your Life" fue subido al canal VEVO de Azalea.

## Lista de canciones
- Descarga digital[13]

1. "Change Your Life (featuring T.I.)" – 3:40

- Versión en CD[14]

1. "Change Your Life (featuring T.I.)" – 3:40
2. "Work" (VEVO Stripped Version)

- Remixes Digital[15]

1. "Change Your Life" (featuring T.I.) (Maddslinky Remix) — 5:41
2. "Change Your Life" (featuring T.I.) (Shift K3Y Remix) — 5:20
3. "Change Your Life" (featuring T.I.) (Wideboys Remix) — 6:04

- Descarga Digital - Iggy Only Version[4]

1. "Change Your Life" (Iggy Only Version) – 3:40

- Change Your Life – EP (CD y Descarga Digital)[16]

1. "Change Your Life" (featuring T.I.) – 3:40
2. "Work" – 3:42
3. "Bounce" - 2:46
4. "Work" (featuring Wale) - 4:10
5. "Change Your Life" (featuring T.I.) (Shift K3Y Remix) - 5:20
6. "Change Your Life" (featuring T.I.) (Wideboys Remix) - 6:04

## Posicionamiento en listas
| Listas (2013-2014)                             | Mejor posición |
| ---------------------------------------------- | -------------- |
| Australian Urban (ARIA)                        | 5              |
| Australia (ARIA)                               | 44             |
| Ultratip Flanders                              | 56             |
| Belgium Urban                                  | 44             |
| Official Charts Company                        | 12             |
| (IRMA)                                         | 28             |
| Recorded Music NZ                              | 38             |
| UK R&B                                         | 3              |
| UK Offcial Sigles                              | 10             |
| Bubbling Under R&B/Hip-Hop Singles (Billboard) | 22             |
| Hot R&B/Hip-Hop Songs (Billboard)              | 34             |
| Rhythmic Songs (Billboard)                     | 37             |

### Certificaciones
| País           | Organismo certificador | Certificación | Ventas  | Ref.   |
| -------------- | ---------------------- | ------------- | ------- | ------ |
| Australia      | ARIA                   | Oro           | 35 000  | [ 29 ] |
| Estados Unidos | RIAA                   | Oro           | 500 000 | [ 30 ] |

## Historial de lanzamientos
| País           | Fecha                    | Formato                        | Discográfica          |
| -------------- | ------------------------ | ------------------------------ | --------------------- |
| Estados Unidos | 12 de septiembre de 2013 | Descarga Digital               | Island Records        |
| Estados Unidos | 30 de septiembre de 2013 | Rhythmic contemporary y Radios | Island Records        |
| Estados Unidos | 8 de octubre de 2013     | EP                             | Island Records        |
| Canadá         | 8 de octubre de 2013     | EP                             | Island Records        |
| Irlanda        | 11 de octubre de 2013    | Descarga Digital               | Universal Music Group |
| Reino Unido    | 13 de octubre de 2014    | Descarga Digital               | Virgin EMI Records    |
| Australia      | 18 de octubre de 2013    | Descarga Digital               | Universal Music Group |